# 香草联盟
香草联盟（法語：Alliance Vanille）是2015年9月成立的航空联盟，规模在寰宇一家、星空联盟和天合联盟之後（迄2018年）。盟内所有航司皆营运印度洋航线，香草联盟成员所在之地皆为加入印度洋委员会的主权国家或位处于印度洋的法国属地。

## 历史
2010年8月，塞舌尔、毛里求斯、马达加斯加、科摩罗、留尼汪和马约特岛共同营运的“香草群岛”向世界宣传旅游业。2012年，马尔代夫旅游部长应邀讨论加入香草群岛旅游机构的计划。但在2016年部长会议后，该组织仍未将马尔代夫纳入香草群岛。值得注意的是，马尔代夫维拉纳国际机场与任何成员岛屿之间没有直飞航班。香草联盟的最初目标包括增加岛屿之间的航空服务、提升票价竞争力和优化代码共享。L'Estrac还建议成立一间廉价航空公司来吸引更多旅客。最终，新联盟希望加强该地区的旅游、贸易和商业联系。南方航空、马达加斯加航空、毛里求斯航空、塞舌尔航空和葛摩国际航空为该航空联盟的创始成员。
2012年，印度洋委员会就印度洋地区航空旅行状况举行会议。与欧洲诸国和加勒比地区的票价相比，印度洋地区的机票价格高昂，且航空公司的商业模式不可持续。
2013年5月2日至3日，印度洋委员会在毛里求斯再次就相关事宜举行会议。 2014年1月，委员会发表“印度洋之翼”，呼吁制定区域航空运输联合战略，并指出创立航空联盟将带来的经济利益。印度洋委员会于2014年7月再次就旅游和航空旅行问题举行会议，之后成立了一个由航空公司高层组成的委员会和另一个民航当局组成的联盟。
2015年5月20日，印度洋委员会部长理事会在塔那那利佛举行会议，承诺签署建立联盟的协议。协议签署日期原定为6月18日，但由于马达加斯加航空总罢工事件，签署日被迫延迟。
2015年9月21日，南方航空、马达加斯加航空、毛里求斯航空、塞舌尔航空和葛摩国际航空在塔那那利佛签署结盟协议。时任印度洋委员会秘书长让-克劳德·德·埃斯特拉克和马达加斯加总统埃里·拉乔纳里马曼皮亚尼纳出席签字仪式。

## 成员
| 成员           | 加入日期      | 注释 |
| -------------- | ------------- | ---- |
| 南方航空       | 2015年9月21日 |      |
| 馬達加斯加航空 | 2015年9月21日 |      |
| 毛里裘斯航空   | 2015年9月21日 |      |
| 塞舌爾航空     | 2015年9月21日 |      |
| 葛摩国际航空   | 2015年9月21日 |      |